# Церква Пресвятої Трійці (Перемишль)
Церква Пресвятої Трійці — неіснуючий православний, а згодом греко-католицький храм, що знаходився коло району Владиче у Перемишлі, центр релігійної освіти та, після прийняття унії, осідок монахів — василіян; короткий час служила катедральним храмом Перемиської єпархії.

## Історія

#### Ранні відомості
Походження храму залишається невідомим. Археологічні розкопки в районі, де знаходилась церква, виявили поховання давньоруської доби, що може свідчити про виникнення храму ще в епоху Галицького князівства. Будівля знаходилась за мурами міста, у безпосередній близькості до катедрального храму Різдва Івана Хрестителя, розташованого в мурах у районі Владиче. В міських актах згадується із кінця XVI ст. У літописі Перемиської капітули згадується вперше під 1611 роком, наводяться імена монахів, котрі жили тоді у монастирі — Сергій Германович та Варлаам Просновський. У 1617 році згадується парох Матвій Волчкович. Впродовж 1624—1628 рр, ігуменом монастиря був Василь Копистенський.

#### Відродження
Споруди монастиря сильно постраждали під час нападу на місто трансільванського князя Ю. Ракоці у 1657 році. Відбудова храму та інших споруд, в значній мірі, здійснювалась численним святотроїцьким братством, яке було наділене багатьма привілеями. Церква та монастир перебували в центрі міжконфесійної боротьби між православними єпископами Сильвестром Гулевичем і Антонієм Винницьким та новопосталим унійним єпископом Атанасієм Крупецьким, що жив при Спаській церкві. У другій половині XVIII століття, у двох будинках поряд із храмом, розташовувалась єпархіальна семінарія, в якій проводилось навчання богослов'я. Тут проживали вчителі богослов'я Перемиської єпархії — Ігнатій Вітошинський (викладав етику) та Яків Лапчинський (викладав пастирське боголов'я), а також учні. Навчання велось руською (українською) мовою за рукописними програмами. Після відкриття Львівської духовної семінарії у 1783 році, учні навчального центру при церкві Пресвятої Трійці переїхали туди, а самі будівлі були розібрані. Коли під час робіт із побудови нового катедрального храму, стара середньовічна будівля була зруйнована, церква Трійці п'ять років служила єпископським соборним храмом.

#### Занепад

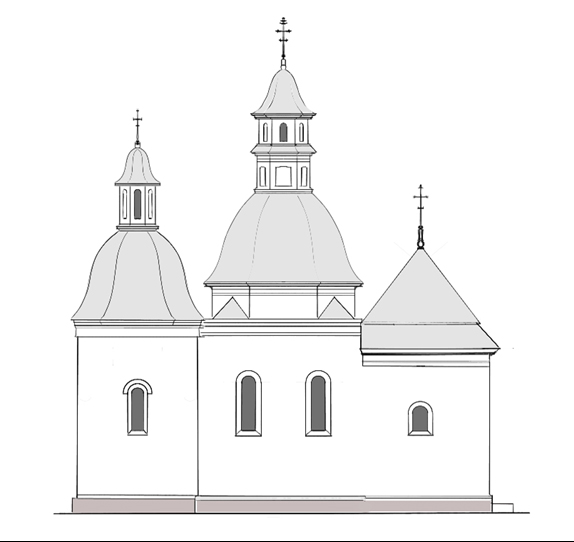
Реконструкція ймовірного вигляду церкви св. Трійці у Перемишлі (за З. Сеньків).

У період, коли у державі Габсбургів здійснювалось скорочення та ліквідація надмірної кількості релігійних об'єктів (т. зв. «Йосифінська касата»), богослужіння у храмі припинитись, а його приміщення перетворено на військовий склад. Згодом, під час пожежі повністю згоріла. У 1805 році на публічному торзі була продана цегельня, котра належала церкві. Церковні ґрунти, які тягнулись аж до коло-перемиського села Пикуличі, перейшли у власність катедрального храму. Братство, що існувало при церкві також ліквідовано. Дзвони, котрі походили із цієї церкви, зокрема дзвін «Св. Трійці» із 1711 року та дзвін «св. Івана» були забрані на військові цілі в період Першої світової війни.

## Архітектура
Деякі іконографічні матеріали, які зберегли зображення храму, дозволяють припустити його зовнішній вигляд. Церква мала дерев'яну конструкцію, та традиційне тридільне об'ємно-просторове вирішення, що складалось із вівтаря, нави та притвору. Кожна із цих частин була увінчана куполом. Найбільшим за об'ємом був центральний купол, котрий закінчувався масивною сигнатурою. Над вівтарною частиною також розташовувався досить великий купол, із меншою сигнатурою. Притвор був завершений лише купольним склепінням без барабану. Стіни споруди були прорізані великими віконними площинами. Зовнішній вид будівлі може бути реконструйовано на основі рисунку, що походить із XVIII століття.